# Castelnuovo Magra
Castelnuovo Magra är en ort och kommun i provinsen La Spezia i regionen Ligurien i Italien. Kommunen hade 8 381 invånare (2018).